# Sylvia Earle

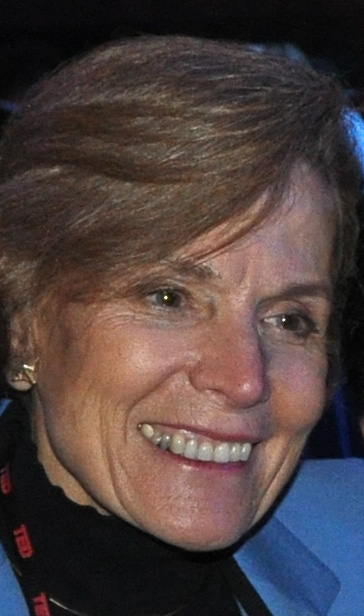
Sylvia Earle 2009

Sylvia Alice Earle (* 30. August 1935 in Gibbstown, New Jersey) ist eine US-amerikanische Ozeanografin und Umweltaktivistin für den Schutz der Meere. Sie war wissenschaftliche Leiterin bei der staatlichen National Oceanic and Atmospheric Administration NOAA, beriet die NASA und ist seit 1995 für die National Geographic Society als Forscherin tätig. Als Leiterin von mehr als 60 Ozeanexpeditionen verbrachte sie über 7.000 Stunden unter Wasser.

## Leben und Karriere

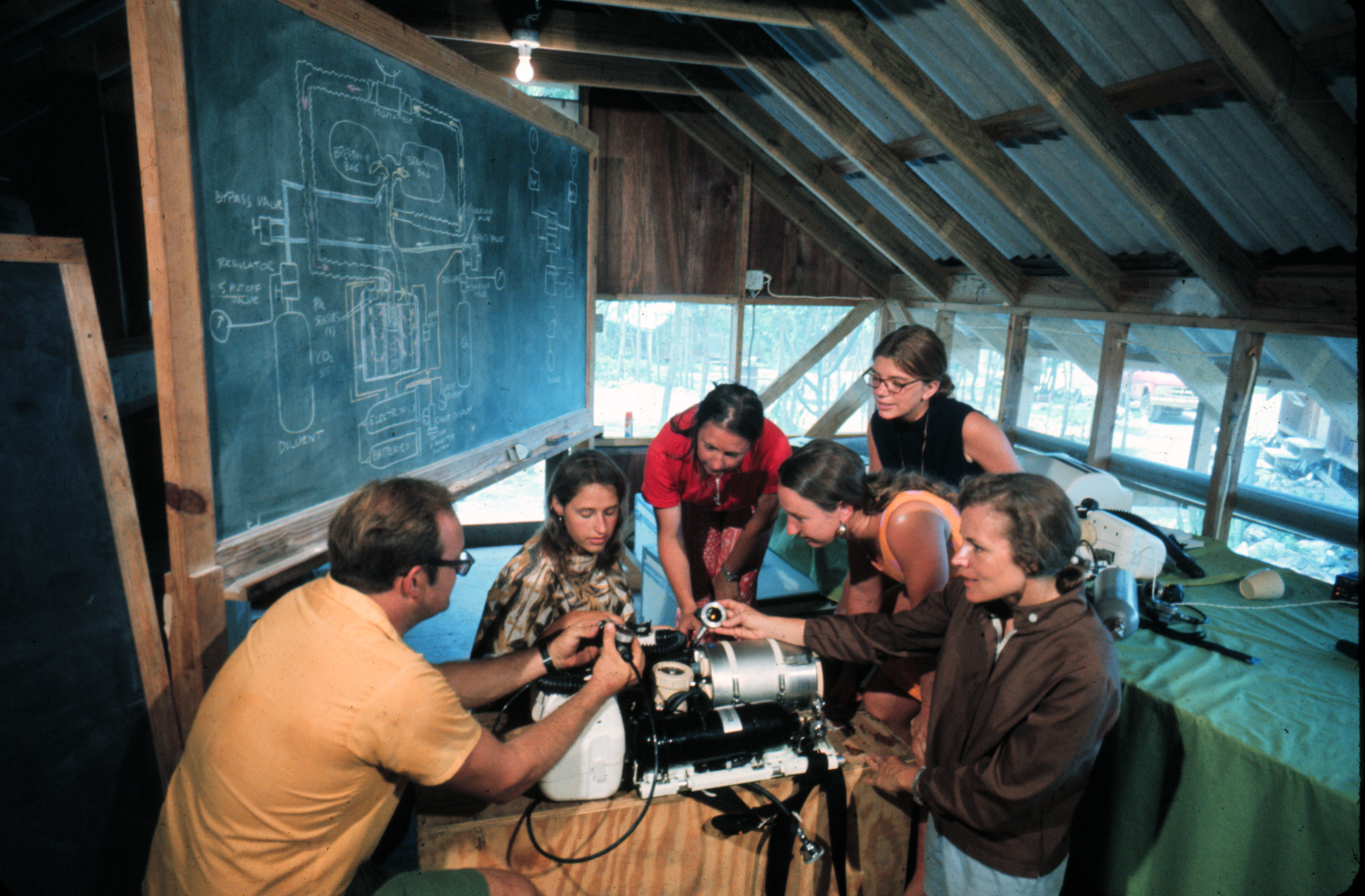
Sylvia Earle (rechts) instruiert Teilnehmerinnen an der Tektite II-Expedition (1970).

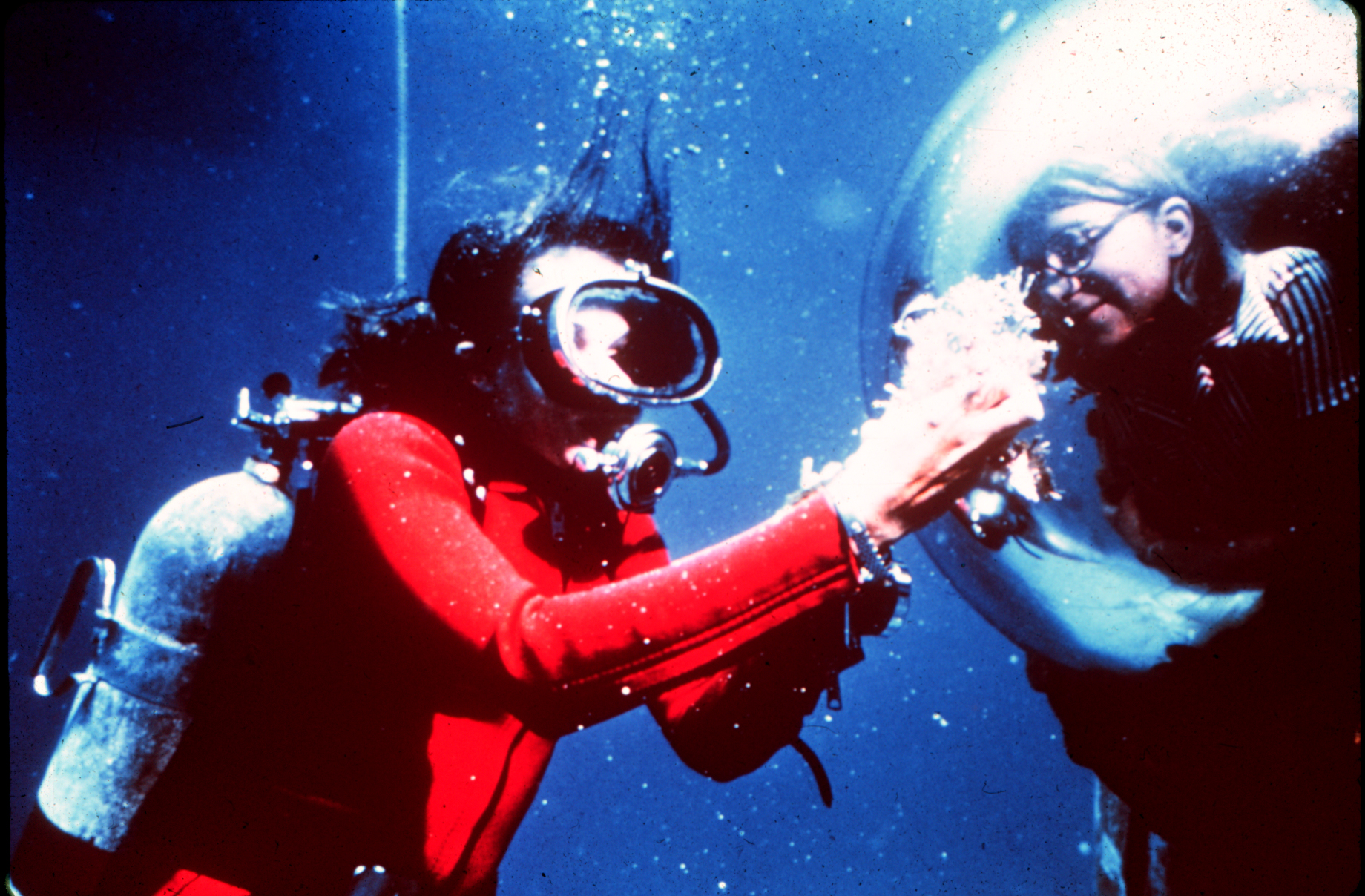
Sylvia Earle kommuniziert mit einer Aquanautin in der Tektite-Unterwasserstation.

Im Alter von drei Jahren spielte Sylvia Earle am Strand von New Jersey und wurde von einer Welle verschluckt. Als ihre Mutter sie barg, strahlte das Kind und wollte sofort zurück. Rückblickend war das ihr Initialerlebnis für ihr Lebensziel: So viel Zeit wie möglich unter Wasser zu verbringen.
1955 machte sie ihren Bachelor- und 1956 ihren Master-Abschluss an der Universität von Florida. 1966 wurde sie in Duke promoviert. Anschließend, bis 1981, war sie als Forscherin in Harvard tätig. Von 1980 bis 1984 beriet sie die US-Regierung als Angestellte des NACOA. 1985 gründete sie zusammen mit ihrem Ehemann, dem Ingenieur und Konstrukteur von Unterwassergeräten Graham Hawkes, die Firma Deep Ocean Engineering. 1987 baute das Unternehmen ein Forschungs-Unterwasserboot namens „Deep Rover“. Sie verließ die Firma 1990, um wieder für die Regierung tätig zu werden, diesmal in der NOAA. 1992 gründete sie eine weitere Firma, Deep Ocean Exploration and Research, die inzwischen ihre Tochter Elizabeth leitet. Heute ist Sylvia Earle Mitglied der National Geographic Society und tritt weltweit durch Reden und Publikationen für die Erhaltung der Meere ein. Sie spielte in den Dokumentarfilmen Seaspiracy, Wer wir waren und Eating Our Way to Extinction (2021).

## Auszeichnungen, Ehrungen und Wettbewerbe
1970 leitete Sylvia Earle das erste Frauenteam beim amerikanischen Unterwasserprojekt Tektite, wo die Aquanautinnen mehrere Tage unter Wasser forschten. 1979 stellte sie mit einem Tauchgang zum Meeresgrund in 381 m Tiefe einen Weltrekord auf, der ihr den Titel „Her Deepness“ (sinngemäß: „Ihre Tiefheit“) einbrachte. Earle hält den Weltrekord beim Solo-Tauchen in einer Kapsel auf 1 km Meerestiefe. 1998 war sie die erste „Heldin des Planeten“ im Time Magazine. Sylvia Earle wurde mit dem niederländischen Orden der Goldenen Arche ausgezeichnet. 2009 erhielt sie den Preis der Innovationskonferenz TED und gründete daraufhin Mission Blue, eine Aktivistengruppe, die sich zum Ziel gesetzt hat, weltweit Wasserschutzgebiete („Hope Spots“ – Flecken der Hoffnung) einzurichten. 2014 wurde ihr der Champions of Earth Award verliehen, 2018 erhielt sie den Prinzessin-von-Asturien-Preis für Eintracht.
1986 wurde sie zum Mitglied der American Association for the Advancement of Science gewählt.
Am 12. Oktober 2023 taufte Earle in Manhattan das Kreuzfahrtschiff Explora I von Explora Journeys. Nach ihr wurde zudem das Expeditions-Kreuzfahrtschiff Sylvia Earle des Veranstalters Aurora Expeditions benannt, welches sie ebenfalls taufte.

## Mission
Sylvia Earle hält den Ozean für deutlich schlechter kartographiert als Planeten wie Mars und Mond. Die Biodiversität sei unter Wasser viel ausgeprägter als in Luft und auf Land. Dennoch stelle sie in ihrer Tauchkarriere seit den 1960er Jahren eine massive Zerstörung des Biotops Tiefsee fest. Die meisten Korallenriffe, die sie damals gesehen hätte, seien komplett verschwunden. Earle verurteilt jegliche Ölbohraktivitäten in Meeren wie dem Golf von Mexiko, setzte sich für die Aufnahme von ozeanografischen Daten in Google Earth ein und schrieb zahlreiche wissenschaftliche Artikel und Bücher zum Schutz der Ozeane. Ihr persönliches Motto ist: „Ich will raus ins Wasser.“

## Veröffentlichungen (Bücher)
- Sea Change: A Message of the Oceans. Ballantine Books, 1996, ISBN 0-449-91065-2.
- Dive: My Adventures In the Deep Frontier. National Geographic Children’s Books, 1999, ISBN 0-7922-7144-0.
- Ocean: An Illustrated Atlas (National Geographic Atlas). National Geographic, 2008, ISBN 978-1-4262-0319-0.
- Hello, Fish!: Visiting The Coral Reef. National Geographic Children’s Books, 2001, ISBN 0-7922-6697-8.
- The World is Blue. National Geographic Books, 2009, ISBN 978-1-4262-0541-5.